# Muckish Mountain
Muckish Mountain är ett berg i republiken Irland.   Det ligger i grevskapet County Donegal och provinsen Ulster, i den norra delen av landet, 230 km nordväst om huvudstaden Dublin. Toppen på Muckish Mountain är 669 meter över havet, eller 485 meter över den omgivande terrängen. Bredden vid basen är 8,6 km.
Terrängen runt Muckish Mountain är kuperad åt sydost, men åt nordväst är den platt.Runt Muckish Mountain är det glesbefolkat, med 13 invånare per kvadratkilometer. Närmaste större samhälle är Dunlewy, 11,9 km sydväst om Muckish Mountain. Trakten runt Muckish Mountain består i huvudsak av gräsmarker.